# Saint-Gabriel-Brécy

Saint-Gabriel-Brécy este o comună în departamentul Calvados, Franța. În 1 ianuarie 2018 avea o populație de 380 de locuitori.